# Дейзи Технолоджи
Дейзи Технолоджи е българска компания за производство на електроника и софтуер.
Известна е като производител на касови апарати, фискални пeчатащи устройства, електронни везни и електромери. Основана през 1991 г. в София, фирмата през годините се налага като един от основните производители на фискални устройства и електромери на българския пазар. Към днешна дата компанията разполага с три производствени бази – в София, Габрово и Тетевен с над 500 служители и с над 100 000 артикула месечна производителност.

## Касови апарати от трето поколение
Дейзи Технолоджи е един от разработчиците на касови апарати – трето поколение, използващи GPRS връзка за комуникация с НАП.